# Stanisławczyk
Stanisławczyk – wieś (dawniej miasto) w Polsce położona w województwie podkarpackim, w powiecie przemyskim, w gminie Przemyśl. Leży nad rzeką Wiar.
Stanisławczyk uzyskał lokację miejską przed 1717 rokiem, zdegradowany w 1785 roku. W latach 1975–1998 miejscowość administracyjnie należała do województwa przemyskiego.

## Historia
Miejscowość została założona jako miasto pod koniec XVII w. przez kasztelana lwowskiego Stanisława Józefa Fredrę.
W 1908 roku, na swoich dobrach we Stanisławczyku, księżniczka Karolina Lubomirska założyła sierociniec (zakład humanitarno-rolniczy), w którym pod opieką przybranych rodziców wychowywały się sieroty w wieku od 6-14 lat.
Stanisławczyk nie miał odpowiednich warunków rozwoju. Był także niszczony przez wylewy rzeki Wiar. Na skutek tego, już pod koniec XVIII w. osada została zdegradowana do rzędu wsi. W 1914 r. zrównana z ziemią podczas przygotowań do obrony Przemyśla.
Ze Stanisławczyka pochodził Dmytro Karwanśkyj.

## Zabytki
- ślady rynku miejskiego.
- cerkwisko
- ślady pięciobocznych fortyfikacji bastionowych (XVII w.).